# Пашотниця

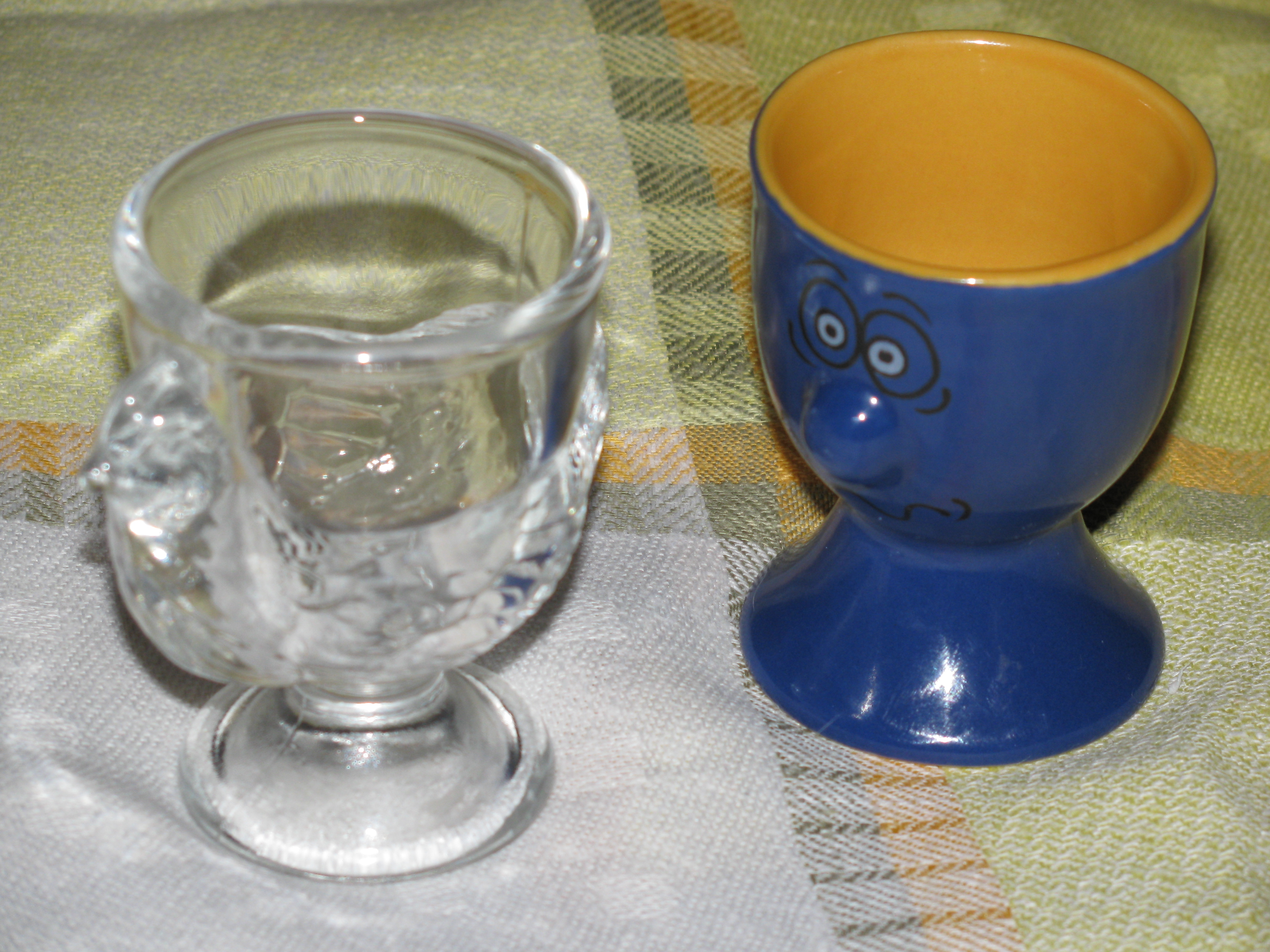
Чарка-пашотниця

Пашотниця — підставка для приготування страви яйця-пашот. Пашотниця слугує своєрідною підставкою для огортання жовтка яйця в білок. Пашотницю використовують спеціалісти в кулінарній галузі. Вона має зручну форму для огортання жовтка в білок. Це важливо у приготуванні цієї страви.

## Види[1]
Існує декілька видів пашотниць, і кожен з них має свої особливості:
- Невеликі формочки, схожі на сумочки-авоськи.
- Напівкруглі форми з дірочками і ніжками, які не дозволяють пашотниці торкатись дна посудини.
- Моделі, схожі на черпаки або шумівки.
- Компактні формочки, які також можуть використовуватися для приготування жульєну, кексів.
- Моделі з гачком. Можуть закріплюватися на стінці посуду, в якій будуть варитися яйця. Така яйцеварка зручна у використанні.
- Сковорода-пашотниця. Дозволяє приготувати відразу кілька яєць. Такі конструкції зовні схожі на звичайну сковороду з високими бортиками і кришкою. Всередину вставляється форма у вигляді пластини із заглибинами на кілька яєць, зазвичай на 4. Сковорідки повинні мати товсте дно, що забезпечить рівномірний нагрів води. Спосіб приготування не відрізняється від того, що був описаний вище.
- Варіанти з кришкою, що закручується. Створюються з харчового пластику. З таким приладом можна готувати не тільки пашот, але і омлети з різними компонентами, заливні яйця та інші речі.
- Чарка-пашотниця. Занурюються в гарячу воду до середини. Готове яйце можна не діставати, а подавати на стіл разом з пашотницею.